# NGC 6734
NGC 6734 is een elliptisch sterrenstelsel in het sterrenbeeld Pauw. Het hemelobject werd op 8 juni 1836 ontdekt door de Britse astronoom John Herschel.

## Synoniemen
- ESO 104-36
- AM 1902-653
- PGC 62786